# Lake Paloona
Der Lake Paloona ist ein Stausee im Norden des australischen Bundesstaates Tasmanien.
Er liegt am Unterlauf des Forth Rivers, ca. 17 km südwestlich von Devonport.
Ca. 4 km nördlich der Staumauer liegt die Siedlung Paloona.